# Península d'Ikatan

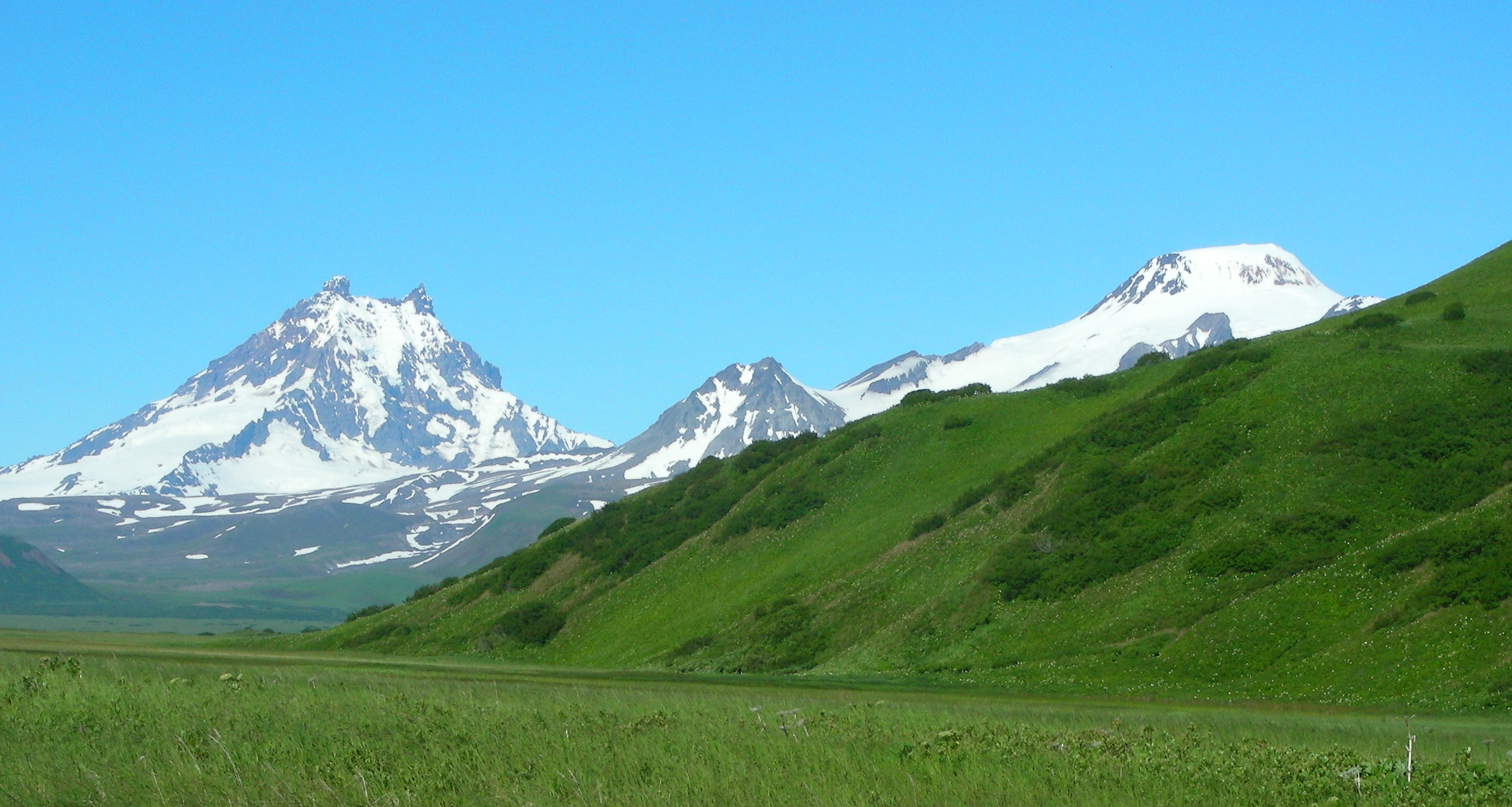
Vista propera a la base de la península Ikatan, al sud de False Pass, amb el volcà Roundtop en primer pla i els pics d'Isanotski al sud de Roundtop.

La península d'Ikatan és l'extrem sud-est de l'Illa d'Unimak a l'estat d'Alaska dels EUA 

## Descripció
La península té aproximadament 13 quilòmetres de longitud. Es divideix en tres masses de muntanya i des de l'illa de Unimak per baixes depressions que s'estenen des de l'ancoratge de West Antenna fins a l'ancoratge d'aquest ancestre i des de Dora Harbor i Otter Cove fins a la badia d'Ikatan. El cap de Pankof, l'extrem oriental de la península d'Ikatan, acaba en tres penya-segats del costat sud, la més alta d'uns 1.200 peus, però al costat nord hi ha un pendent suau al baix istme entre les cales d'Orient i l'Ancoratge de l'Oest.
Algunes roques nues es troben a 0.25 milles del cap, als costats del sud i de l'est. Pankof Breaker es troba a poc més de 2 quilòmetres del punt sud-est a l'entrada d'East Anchor Cove. L'illa d'ocells, d'aproximadament 0,5 milles d'extensió, de 750 peus d'alçada amb forta pendent, es troba a 2 milles de la costa sud de la península Ikatan, a l'entrada del port de Dora, i a 8 quilòmetres a l'oest del cap de Pankof. Un escull enfosquit connecta l'illa amb el punt occidental a l'entrada del port de Dora.
L'ancoratge oriental és gran i es troba al costat nord del cap Pankof. West Anchor Cove està exposada a un clima meridional, però amb el refugi d'aquest ancoratge a l'altre costat de la capa, es pot trobar un ancoratge protegit de qualsevol clima normal en un o en l'altre. El port de Dora està al costat sud de la península Ikatan, a 2 milles al nord de l'illa d'Ocells. Tota la riba del port està revestida per reblons, parcialment nues amb marees baixes, a una distància d'uns 300 metres.
Otter Cove és una vorera oberta al nord-oest de la península d'Ikatan. Està exposada als vents del sud i al marge del Pacífic, i sempre hi ha un fort corrent. Els vents del nord van explotar el baix istme que la separa de la badia d'Ikatan. Una roca inundada en marea baixa es troba a 0,50 milles de la costa de la península d'Ikatan i 3,5 km al nord-oest de l'illa d'ocells.  La comunitat no incorporada d'Ikatan es troba a l'illa d'Unimak i porta el nom de la península.